# Природа и охота
«Природа и охота» — ежемесячный иллюстрированный журнал, самое авторитетное издание на тему охоты и природоведения в дореволюционной России. Создателем и бессменным редактором журнала до последних дней жизни был Л. П. Сабанеев, а после его смерти — Н. В. Туркин. Ежемесячник объёмом 200—240 страниц представлял собой по сути толстую книгу.

## История издания
Журнал образовался из слияния в 1878 году периодического сборника «Природа» и «Журнала охоты», редактором которых был Сабанеев. Естественно-исторический сборник «Природа» Сабанеев издавал с 1872 года на собственные средства. В «Журнале охоты» Сабанеев был редактором по найму, а издавало его образованное в том же году Императорское общество размножения охотничьих и промысловых животных и правильной охоты, председателем которого был великий князь Владимир Александрович. «Журнал охоты» был убыточным, и Сабанеев принял решение, с согласия Общества, об объединении этих изданий.
Журнал «Природа и охота» выходил под редакцией Л. П. Сабанеева и за его счёт сперва в Санкт-Петербурге, а с 1880 года в Москве. Годовая подписка стоила 12 рублей, так что читателями были состоятельные люди, среди них члены императорской семьи, князья Барятинские, Голицыны, Шаховской, Ширинский-Шихматов, графы Воронцовы-Дашковы, Шереметевы, банкир Рябушинский, фабрикант и меценат Морозов, были и коллективные подписчики. Общее число подписчиков не превышало 500—600. География распространения была самой широкой — от Владивостока до Вильно, Кишинёва, Эривани, Намангана и даже Тяньцзина.
С 1888 года Сабанеев предпринял издание «Охотничьей газеты», органа Императорского общества размножения охотничьих и промысловых животных и правильной охоты, в виде приложения к журналу, куда были вынесены короткие статьи и корреспонденция. Затем право издания «Охотничьей газеты» Сабанеев передал Н. В. Туркину. С 1892 года журнал «Природа и охота» снова соединился с «Охотничьей газетой» и выходил под общей редакцией Сабанеева и Туркина в виде приложения к газете. Стоимость годовой подписки на газету и журнал составляла 15 рублей, только на газету — 5 рублей, но увеличить число подписчиков не удалось. В 1889 году цену увеличили до 14 рублей на журнал и 10 рублей на газету, но их издание оставалось убыточным. К 1896 году имущество Сабанеева было описано за долги, ему пришлось продать свою библиотеку и просить финансовой помощи у императора и Министерства финансов. 
После смерти Л. П. Сабанеева в 1898 году журнал выходил под руководством Туркина. Со временем объем журнала уменьшился, появились сдвоенные номера, уменьшилось число авторов и в 1912 году журнал и газета просто перестали выходить, без какого-либо уведомления.

## Значение и редакционная политика
Согласно редакционному заявлению, в новом журнале предполагалось размещать «популярные статьи по всем отраслям естествознания, хронику изобретений, путешествия, охотничьи статьи, охотничью беллетристику, фельетон». Ориентированный в первую очередь на интересы ружейных охотников, журнал также публиковал и материалы о рыбах и рыбной ловле, охотничьем собаководстве и лошадях. Журнал был богато иллюстрирован, в нём размещались репродукции картин и рисунки на охотничьи сюжеты. Гравюры и фотографии располагали на отдельных листах, а таблицы и рисунки размещали в тексте статей. Как одно из немногочисленных специализированных охотничьих изданий, журнал привлекал рекламодателей. На первой и последних страницах размещали рекламные объявления заводчики собак и устроители выставок, оружейники, таксидермисты, препараторы и издатели.
С журналом сотрудничали писатели Д. А. Вилинский, А. С. Вышеславцев, Б. А. Карпов, П. П. Куликов, А. Н. Левашов, А. А. Черкасов, художники Н. А. Богатов, А. С. Степанов, видные знатоки охоты и рыбалки Н. Ф. Золотницкий, Н. П. Кишенский, П. М. Мачеварианов, М. А. Мензбир, И. Т. Плетенев, В. М. Сысоев, барон П. Г. Черкасов, князь А. А. Ширинский-Шихматов. Многие труды и самого Л. П. Сабанеева впервые увидели свет на страницах «Природы и охоты». Некоторые рассказы, напечатанные в журнале, удостоились похвальных рецензий в журнале «Русская мысль», их литературные достоинства были высоко оценены А. П. Чеховым, который тоже сотрудничал с журналом как большой любитель рыбалки. Сам Чехов в письме Н. А. Лейкину в 1883 году утверждал, что только в «Природе и охоте» подписывается полной фамилией.
По словам Туркина, «журнал впервые начал всесторонне выяснять все значение охотничьего хозяйства для России, ярко освещать эту важную отрасль государственной жизни, пробуждать к ней живой интерес». Издание публиковало данные о финансовом положении и бытовых условиях охотников, приводило сведения о развитии промыслов, привлекало к вопросам охоты и охраны природы внимание правительства и общества. По инициативе редакции была проведена первая в стране единовременная перепись состояния охоты по всей России.
Журнал уделял внимание пропагандированию литературы, оказывал содействие в издании работ. В бесплатном приложении к журналу за 1885 год содержался полный библиографический перечень изданий об охоте и рыбалке.

 
Профессор-филолог Д. В. Пельт назвал «Природу и охоту» лучшим не только из сабанеевских журналов, но и одним из самых интересных журналов в истории российской охоты и любительской рыбной ловли.
|  |  |  |  |

## «Природа и охота» новой эпохи
В 1992 году клуб любителей правильной охоты «Кречет» заявил о восстановлении журнала «Природа и охота» под редакцией литератора, охотника, специалиста по охотничьему оружию И. Б. Шишкина. После кончины Шишкина в 1994 году главным редактором стал П. Н. Гусев. Издание позиционировалось как независимый российский журнал для охотников и других ценителей природы. Цветной, большого формата охотничий журнал выходил (нерегулярно) шесть раз в год, а позднее ежеквартально до 2003 года.